# Площадь Виктории (Аделаида)
Площадь Виктории (англ. Victoria Square), также известная как Тарнтаньянга, — центральная городская площадь Аделаиды, столицы Южной Австралии. Главная из шести площадей, спроектированных основателем Аделаиды полковником Уильямом Лайтом, который в то время был генеральным инспектором, в его плане города Аделаиды 1837 года, который охватил долину реки Торренс. Площадь была названа 23 мая 1837 года в честь принцессы Виктории, тогдашней предполагаемой наследницы британского престола, а в 2003 году ей было присвоено второе название на языке коренных жителей — Каурна, Тарнданьянга (позже измененное на Тарнтаньянга) в рамках инициативы двойного наименования муниципального совета Аделаиды. Площадь несколько раз модернизировалась и видоизменялась. В период Рождества в северной части площади традиционно устанавливают рождественскую елку высотой 24,5 м.

## Описание
Площадь Виктории находится в центре плана Аделаиды, разработанного Уильямом Лайтом. На северной и южной сторонах площади располагаются многочисленные государственные учреждения, в том числе Верховный суд Южной Австралии, Магистратский суд Аделаиды, Федеральный суд Австралии, историческое здание бывшего Казначейства, в котором сейчас находится отель Adina, и бывшее почтовое отделение Аделаиды.
На восточной стороне располагаются римско-католический собор Св. Франциска Ксаверия, штаб-квартира SA Water, офисы правительства штата, включая офис премьер-министра, и здание Торренса, в котором находится университет Карнеги — Меллона.
На западной стороне площади находятся коммерческие здания, включая вход на Центральный рынок Аделаиды, отель Hilton, а также офисы различных консультантов, юридических фирм и страховых компаний.
Кинг-Уильям-стрит проходит через центр площади с севера на юг, образуя ромбовидную форму. Площадь делится пополам по оси восток-запад дорогой, которая соединяет Уэйкфилд-стрит с востока и Грот-стрит с запада.
Трамвайная остановка (бывшая конечная) трамвайной линии Гленелг находится к югу от статуи королевы Виктории. В 2007 году она была перенесена из центра на западный край площади, как часть пристройки к трамвайной линии.

## Галерея

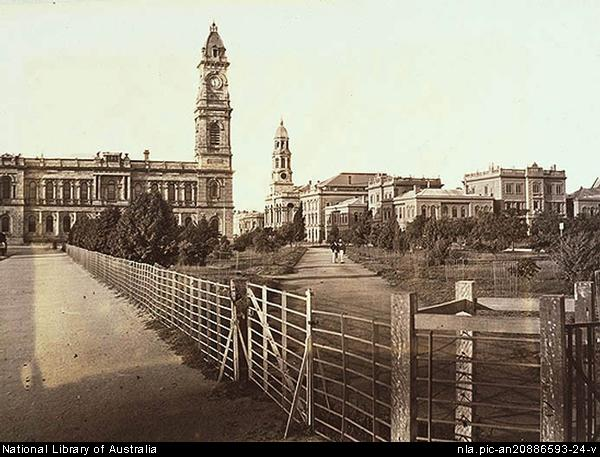
Площадь Виктории в 1869 году. Вид на север
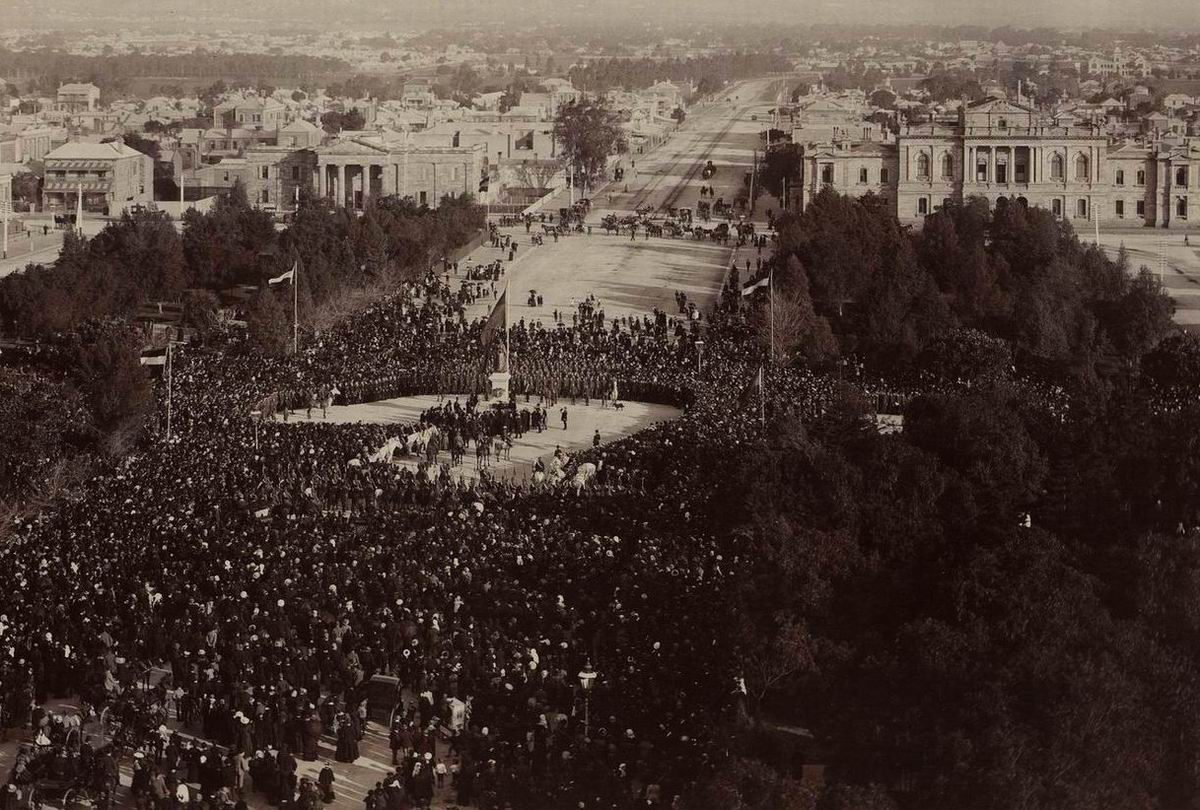
Открытие статуи Виктории, 1894
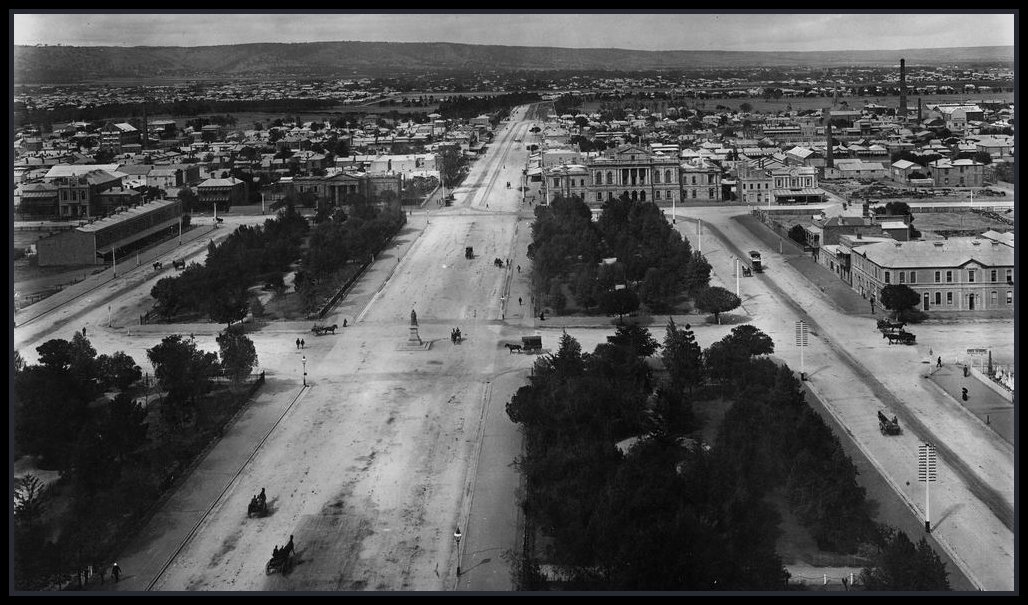
Площадь Виктории в 1895 году. Вид на юг
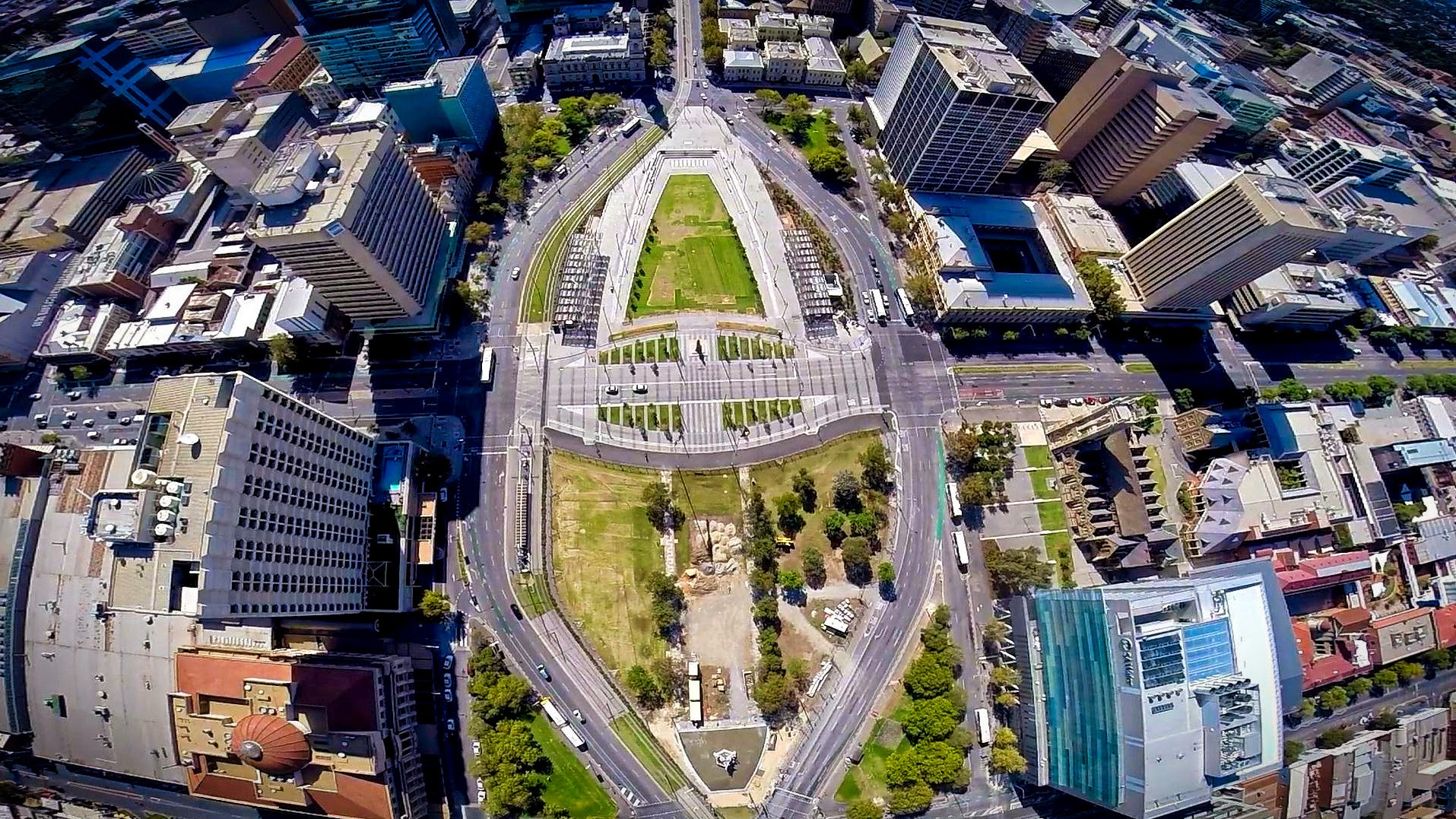
Площадь в 2014 году
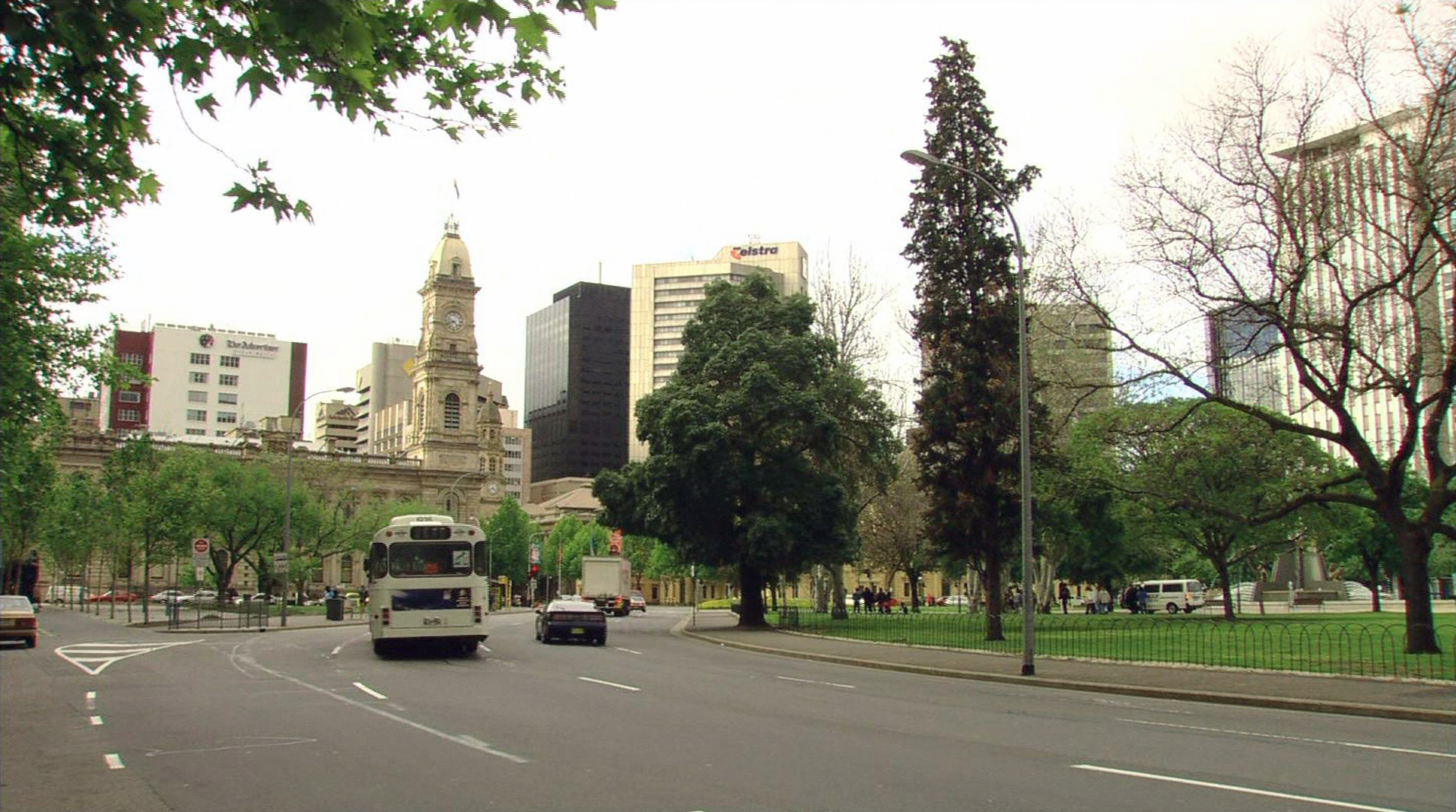
North-western corner of the square, 2006
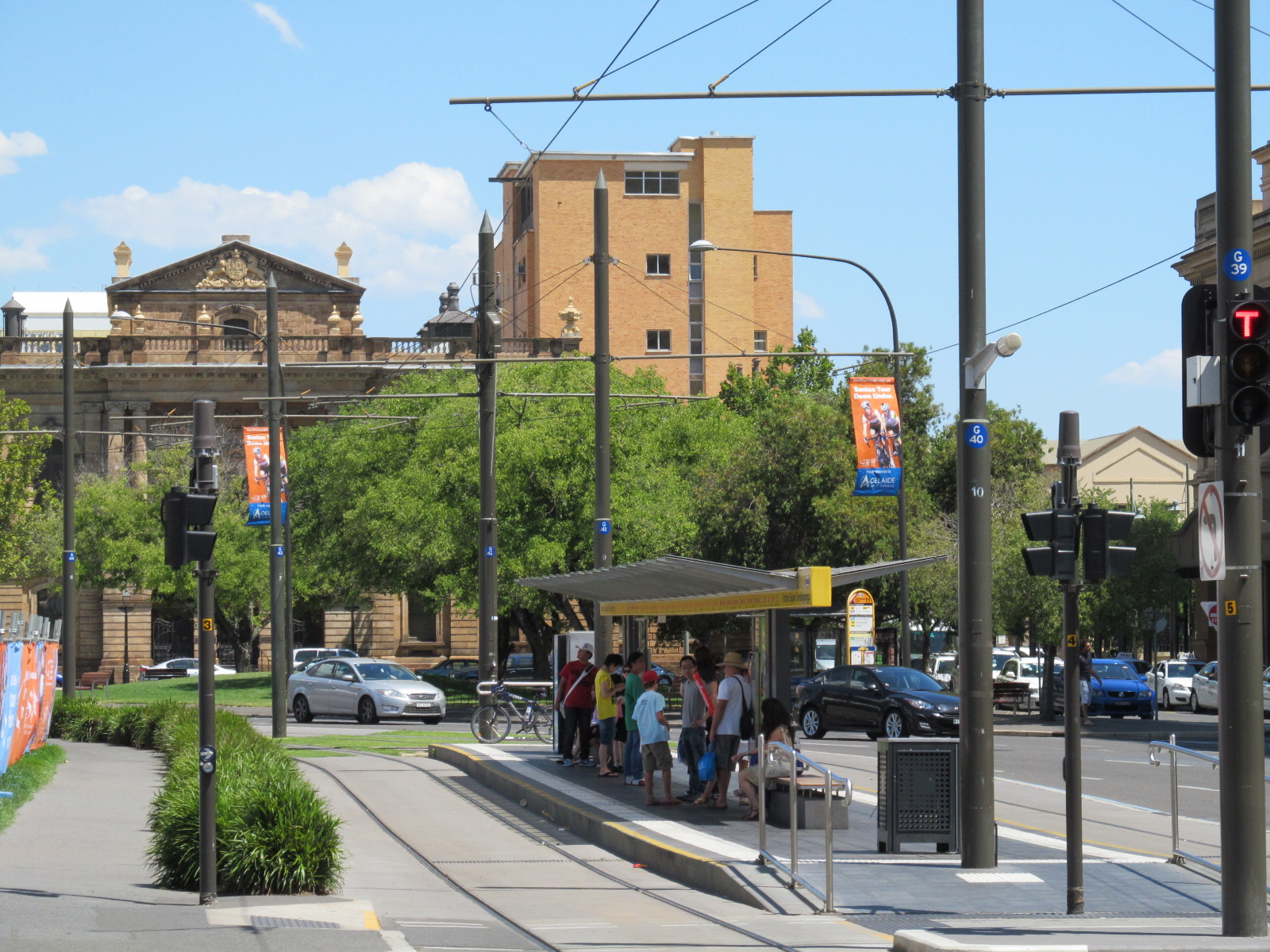
Tram stop, 2012
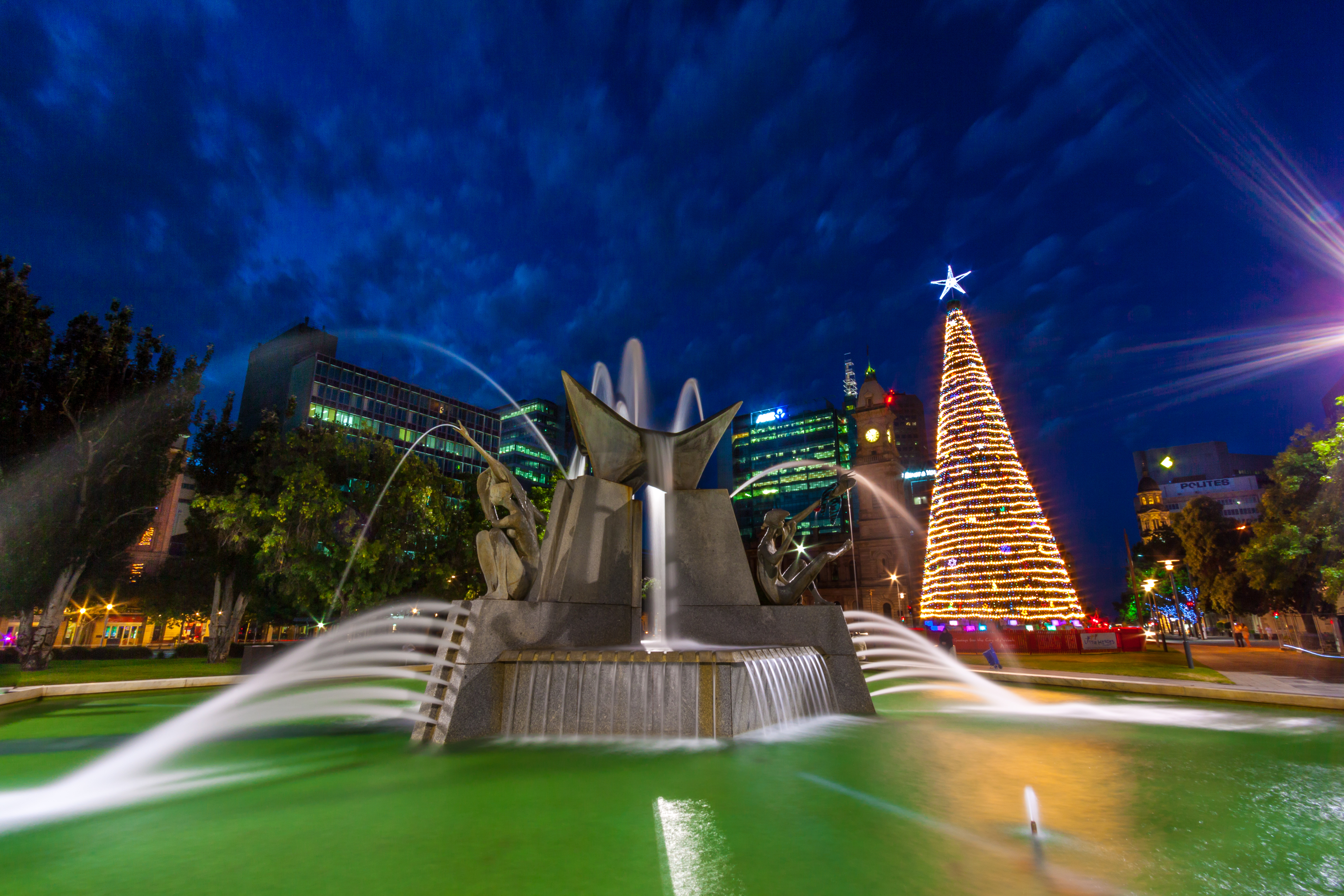
Фонтан и рождественская ёлка, 2012
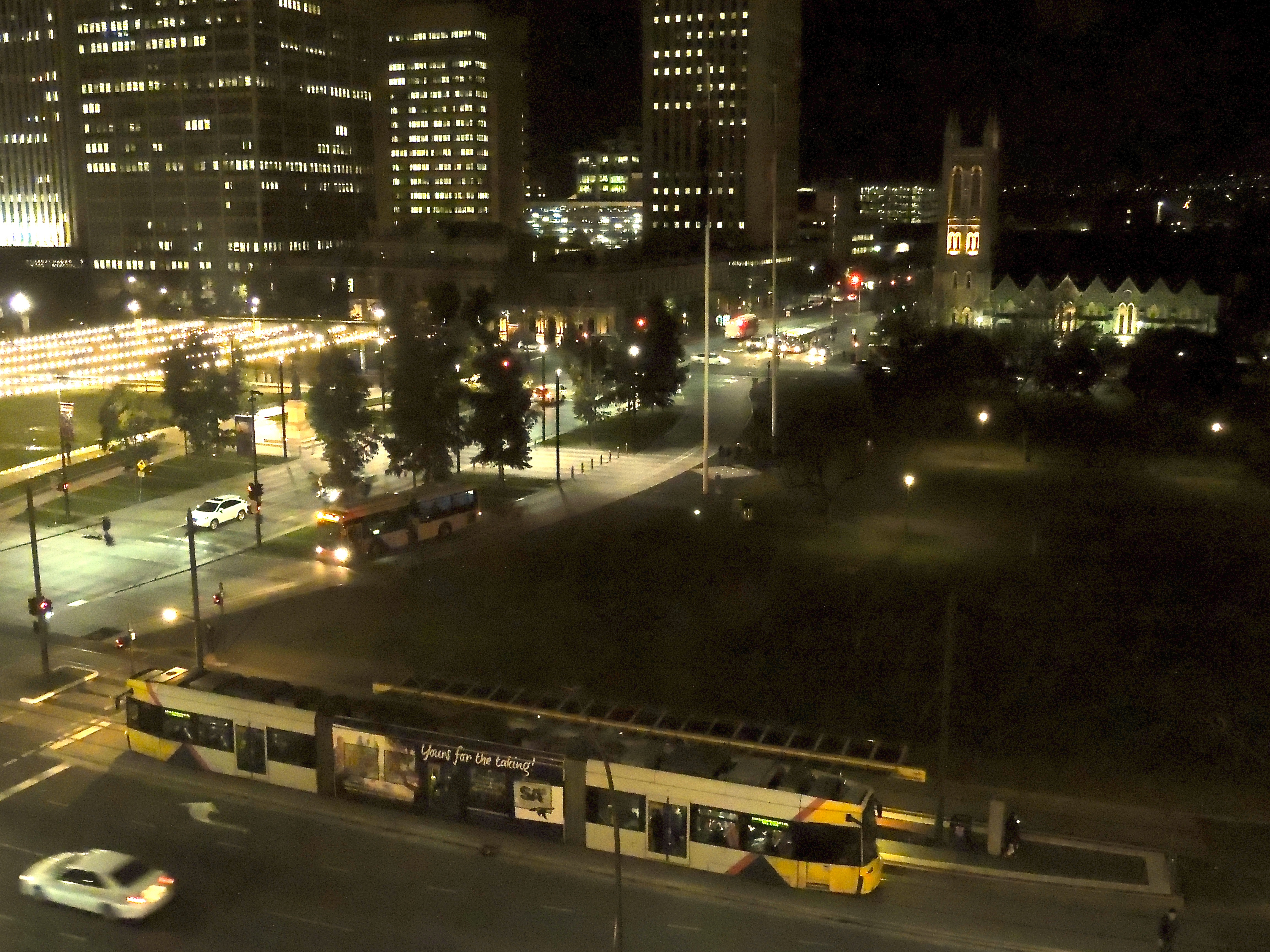
Ночная площадь, 2017